# Аутопија
Аутопија је атракција Дизниленда на стази за тркачке аутомобиле, у којој посетиоци управљају специјално дизајнираним аутомобилима кроз затворену стазу. Верзије Аутопије постоје у Анахајму у Калифорнији и Дизниленду у Паризу. Постојала је и Аутопија у хонгконшком Дизниленду на острву Лантау у Хонг Конгу пре него што је затворена 11. јуна 2016. Претходна генерација Дизнилендове Аутопије радила је више од једне деценије у Музеју родног града Волта Дизнија, Марселину, Мисури ; један од пензионисаних аутомобила је сада изложен.
Име Аутопија је портманто од речи "automobile utopia" Термин је касније популаризовао у академским круговима британски архитектонски критичар Рејнер Бенем да би описао Лос Анђелес у својој књизи Лос Анђелес: Архитектура четири екологије из 1971. године.

## Дизниленд Аутопија
Дизниленд аутопија, у овом или оном облику, једна је од ретких актуелних атракција која је отворена са парком 17. јула 1955. године. Када је отворен, представљао је будућност онога што ће постати амерички вишетрачни аутопутеви са ограниченим приступом, који су се још увек развијали. Председник Ајзенхауер је тек требао да потпише закон о међудржавном аутопуту у време отварања Дизниленда.
Возачи могу да користе волан дуж стазе, али централна шина ће водити аутомобиле дуж стазе без обзира на унос управљача. Возачи/деца који су прениски да би притиснули папучицу гаса су упарени са вишим особама које могу. Кочнице се активирају аутоматски када возач отпусти папучицу гаса.
Аутомобили стварају умерен ниво издувних гасова из Хонда GX бензинских мотора који покрећу аутомобиле. Године 2000. замењена је много већом Аутопијом коју је спонзорисао Шеврон, а многи аутомобили су замењени са Дасти, Сузи и Спарки, а ред је чак добио и анимиране диораме са Шеврон аутомобилима.

## Историја
Пре отварања парка, аутомобили су тестирани без браника, а тест возачи су их скоро потпуно уништили. Око возила су били постављени браници, али је и даље било проблема са сударима, јер је шина за вођство тек требало да буде постављена током вожње. На крају су возила опремљена браницима са опругама како би се спречили судари.
Прва флота аутомобила Аутопија названа је "Марк I". Током првих неколико година Дизниленда, Аутопија је прошла кроз неколико флота, пошто су аутомобили били изложени много злоупотреба. Иако су у основи били истог изгледа, прошли су кроз Марка I, II, III и IV до 1958.
Када су Монорејл, Субмарин Војаж и Метрхорн дебитовали 1959. године, појавила се и нова флота са потпуно новим изгледом – „Марк Vs“. Следећи дизајн, Марк VI, дошао је 1964. године. У то време (1965) је први пут постављена централна водилица. 1967. донела је још један нови дизајн, Марк VII, који је коштао 5.000 долара за сваки аутомобил и изгледао је слично новој Корвети Стингреј. Они ће остати у служби до 1999. године, све док врста Марка VIII не крене на пут Аутопија. Аутомобиле је произвела Intermountain Design из Јуте.